# Oleg Koelkov
Oleg Koelkov (Russisch:Олег Кульков) (Verchnjaja Pysjma, 6 maart 1976) is een Russische langeafstandsloper, die gespecialiseerd is in de marathon.

## Loopbaan
Koelkov leverde zijn beste prestatie in 2008 met het winnen van de marathon van Zürich. Later dat jaar maakte hij zijn olympisch debuut op de Olympische Spelen van Peking. Hij nam deel aan de olympische marathon en finishte als 29e in 2:18.11. De wedstrijd werd gewonnen door de Ethiopiër Samuel Wanjiru in een nieuw olympisch record van 2:06.32. In 2009 nam hij opnieuw deel aan de marathon van Zürich, maar kon ondanks een persoonlijk record van 2:10.13 de wedstrijd niet winnen. Hij finishte als tweede met slechts drie seconden achterstand op de Eritreër Tadesse Abraham.

## Persoonlijke records
Baan
| Onderdeel | Prestatie | Datum         | Plaats     |
| --------- | --------- | ------------- | ---------- |
| 3000 m    | 8.02,26   | 8 juni 2002   | Toela      |
| 5000 m    | 14.18,50  | 24 juni 2006  | Zjoekovski |
| 10.000 m  | 28.48,55  | 12 april 2008 | Istanboel  |

Weg
| Onderdeel      | Prestatie | Datum           | Plaats           |
| -------------- | --------- | --------------- | ---------------- |
| halve marathon | 1:03.24   | 30 januari 2011 | Viana do Castelo |
| marathon       | 2:10.13   | 26 april 2009   | Zürich           |

Indoor
| Onderdeel           | Prestatie | Datum            | Plaats |
| ------------------- | --------- | ---------------- | ------ |
| 2000 m              | 5.09,70   | 1 februari 2004  | Moskou |
| 3000 m              | 7.57,43   | 17 februari 2004 | Moskou |
| 3000 m steeplechase | 8.46,09   | 18 februari 1999 | Moskou |

## Palmares

### 5000 m
- 2005: 8e Russische kamp. in Toela - 14.05,95
- 2005: 15e Znamensky Memorial - 14.23,90
- 2006: 8e Znamensky Memorial - 14.18,50

### 10.000 m
- 2006:  Russische kamp. in Toela - 29.10,49
- 2007:  Russische kamp. in Zhukovski - 28.41,68
- 2008:  Europacup in Istanboel - 28.48,55

### 10 km
- 2006: 4e Russische kamp. in Adler - 29.45,1

### marathon
- 2006:  marathon van Dresden - 2:17.16
- 2007: 4e marathon van Nashville - 2:15.34
- 2008:  marathon van Zürich - 2:11.15
- 2008: 29e OS in Peking - 2:18.11
- 2009:  marathon van Zürich - 2:10.13
- 2009: 20e WK in Berlijn - 2:15.40
- 2009: 7e marathon van Fukuoka - 2:13.49
- 2010: 8e marathon van Wenen - 2:11.51
- 2010: 15e EK in Barcelona - 2:22.24
- 2010:  marathon van Toulouse - 2:14.46
- 2011:  marathon van Seoel - 2:10.13
- 2013: 4e marathon van Zürich - 2:11.33

### veldlopen
- 2004: 35e EK in Heringsdorf - 28.35